# まりあ (女優)
まりあ（2000年9月8日 - ）は、日本の女優、ダンサー。長野県出身。FMG所属。

## 人物
特技はクラシックバレエ ・コンテンポラリーダンス・英語。趣味はピアノ・写真
初舞台である「不思議の国のアリス」の演出家の森山開次は「とても純粋で、きらきらしていて、童心を持っている」と述べ、共演者は「根明で優しい」「愛され妹キャラ」などと述べた。

## 出演

### 舞台
- KAATキッズ・プログラム2017「不思議の国のアリス」（2017年7月22日 - 8月6日） - 主演 アリス 役
- KAATキッズ・プログラム2018「不思議の国のアリス」（2018年7月20日 - 9月22日） - 主演 アリス 役[7]
- 「Memory of Zero」（2019年3月9日・10日、演出：白井晃）
- 別冊「根本宗子」 第8号「Whose playing that “ballerina”？ そのバレリーナの公演はあの子のものじゃないのです。（English ver.）」（2020年1月22日 - 26日、KAAT神奈川芸術劇場 大スタジオ）[8]
- 「サンソン-ルイ16世の首を刎ねた男-」（2021年4月23日 - 6月27日、脚本：中島かずき / 演出：白井晃）
- ミュージカル『グリース』（2021年11月11日 - 12月5日、日比谷シアタークリエ） - フレンチー 役[9]
- ハイバイ「ワレワレのモロモロ2022」（2022年7月2日 - 10日、演出 : 岩井秀人）
- 果てとチーク　「害悪」(2024年11月22日 - 24日、演出:升味加耀)

### 映画
- 「8日で死んだ怪獣の12日の物語」（2020年7月31日、監督：岩井俊二）
- 「ラ・マヒ」（2023年2月17日、監督：成瀬都香）- 主演 荻野愛 役
- 「少女は卒業しない」（2023年2月23日、監督：中川駿） - 湯浅絵礼奈 役[10]

### テレビドラマ
- 「生理のおじさんとその娘」（2023年3月24日、NHK総合） - 月坂さん 役[11]
- 「その結婚、正気ですか?」（2023年8月7日 - 9月25日、TOKYO MX1） - 熊田 役[12]

### CM
- 三井不動産
  - 「三井のすずちゃん　MIYASHITA PARK」篇 (2022年12月 - )
  - 「三井のすずちゃん　日本橋街めぐり」篇 (2023年 - )
  - 「三井のすずちゃん　スポーツの力」篇 (2023年 - )
  - 「三井のすずちゃん　宇宙」篇 (2024年 -  )
  - 「三井のすずちゃん　LaLa arena」篇 (2024年 - )
  - 「三井のすずちゃん　経年優化」篇(2025年 - )
- fondesk「代表電話 誰が出るのか」篇 (2023年1月 - )

### ミュージック・ビデオ
- Mrs. GREEN APPLE「In the Morning」
- 東京スカパラダイスオーケストラ「遠い空、宇宙の果て。feat.Ken Yokoyama」

### ラジオ
- NISSAN あ、安部礼司〜BEYOND THE AVERAGE（2022年 - 、TOKYO FM・JFN系列）- 大野マジカアメージング 役[13]